# 名古屋中學生5000萬圓敲詐勒索事件

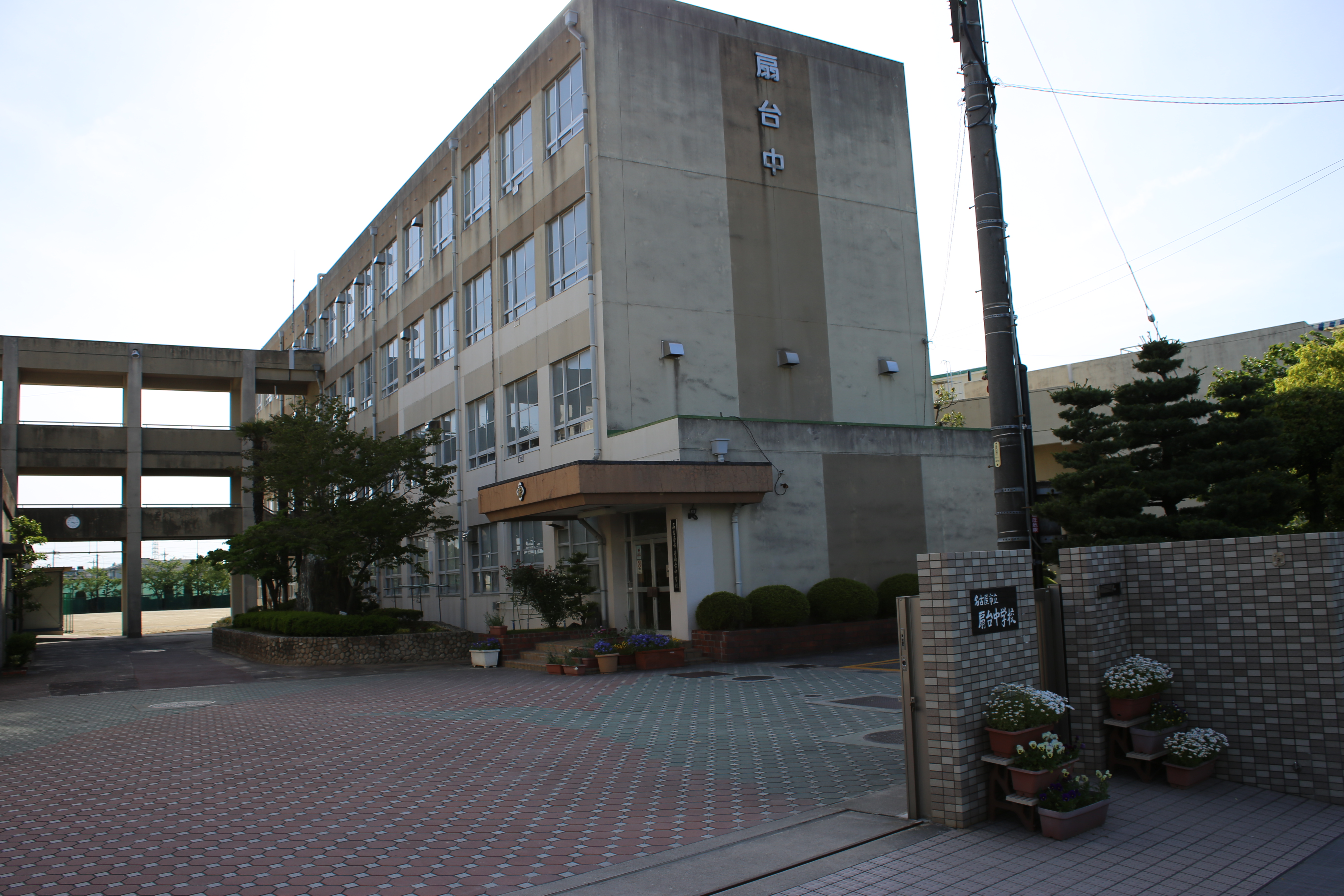
名古屋立扇台中学(2016年5月)

名古屋中学5000萬圓敲诈勒索事件是發生在2000年4月的青少年犯罪案件。受害學生被同級生威脅恐嚇敲詐勒索多達5000萬日圓，超越欺凌行为的範疇，因涉案金額巨大在當時獲得社會關注。

## 摘要
1999年6月，當時在名古屋市綠區名古屋市立扇台中学就读的少年X，因為把果汁灑在了同級生少年A的帽子上而被對方糾纏和被勒索金錢。男孩因害怕而將自己的存款19萬日圓取出並交給了少年A。
隨後，1999年6月至2000年1月的8个月間，少年A和少年B不斷從少年X處敲诈金钱，期間敲诈勒索的次数超過130次，有時甚至單次勒索金額就達到500万，少年X總共被勒索高達5207萬日元。此事件和1994年同是發生在愛知縣中學因被霸凌勒索110萬日圓而使受害者自殺的爱知县西尾城市学校欺凌自杀事件相比涉案金額相差巨大。因被害金額高達五千萬日圓，不免使人推斷少年X的家境富裕，但其实現實並非如此。被敲詐勒索的錢都是少年X向母親施以暴力，其母因最終無法忍受而決定將其因事故而去世的丈夫（少年X的父親）的人寿保险和存款全數取出和親戚借錢等的途徑籌得。
少年A等人將他們向少年X處敲詐勒索金錢的行為玩笑地比喻作從「○○○銀行」取錢。少年A等人將從少年X那裡敲詐勒索得來的5000萬日圓大肆揮霍，包括用來大量購買包括欧米茄手錶和阿玛尼西装等的奢侈品。期間並向交往對象的女學生邊說「這從少年X勒索來的錢」邊向對方展示大量現金，並給交往對象數万日元的「零用钱」現金，另外並在在帕青哥和遊戲廳大肆揮霍等等。上學和往返遊戲廳等場所時頻繁通過電話預約計程車代步，並向計程車公司登記專用電話號碼，如同是私人司機一般隨意呼叫出租車並使用現金支付。在1999年10月時以「吃到吐旅行」為名義，通過計程車來往名古屋和大阪府多地，期間品嚐河豚、螃蟹等高級料理，飯後大量購買奢侈品。因此，少年A以出手闊綽而被學校周圍的計程車司機周知。而且少年A等人並不單止是敲詐勒索，還有毫無理由地將對方毆打致對方鼻骨骨折、用煙頭燙對方身體等的暴力行為。
2000年2月，少年A強行要求少年X陪同一起去滑雪旅行（全員的旅行費用由少年X全額負擔），少年X因此受到少年A等人的暴行而進入名古屋市的醫院住院。和少年X同一个病房的是一位男性患者Y（當時22岁），其隱約察覺少年X被霸凌。少年A等人更是進入到少年X的病房將少年X叫上頂樓勒索金錢。覺得可疑的男性患者Y尾隨其一行人到屋頂並目睹全程。
男性患者Y因此確信這並非單單只是霸凌而是敲詐勒索。少年X因此開始將被少年A等人的暴力對待和敲詐勒索的事情與患者Y訴說。3月14日，在患者Y的建議下少年X與其母向爱知县警局提交被害說明。隨著同縣警察調查的深入，整個事件逐漸浮出水面。4月5日主犯少年A和少年B、少年C 3人被逮捕，至5月為止总共有15个少年被逮捕。8月底名古屋少年法庭判決，15名少年中，9人被送至中級少年感化院，剩餘6人要接受保護管束。
隨著警察調查的推進，與少年A有淵源的暴力團體成員向少年A進行二重恐嚇的事情也被察覺。2000年2月時查出少年A等人因害怕敲詐勒索事情敗露，曾嘗試制定計劃殺害少年X。

## 事件後續
- 事件主犯少年A與少年B在離開少年感化院後，在2006年2月13日因為在名古屋市內的帕青哥店停車場內搶走1200萬日圓而在同年的11月22日被逮捕(被逮捕时的2人為22岁)。
- 2007年3月30日名古屋区地方法院 判處少年A有期徒刑7年6個月，少年B有期徒刑5年6个月。
- 2009年6月23日發行的SPA!（日语：SPA!）刊登了被二重恐嚇的主犯們的採訪報導 [1].

## 相关的书籍
- . . 風媒社（日语：風媒社）. 2000-09. ISBN 4833110539 （日语）.
- . . 文藝春秋. 2001-09. ISBN 4163577505 （日语）.